# Mihail Lădaru
Mihail Lădaru (d. 7 februarie 1996) a fost un senator român în legislatura 1992-1996 ales în județul Gorj pe listele partidului PN-PSM. După decesul său, Mihail Lădaru a fost înlocuit de senatorul Ion Bică. 
În 1993, Mihail Lădaru a fost ales membru în Comisia economică și în Comisia pentru cercetarea abuzurilor și petiții.

## Legaturi externe
- Mihail Lădaru Arhivat în 22 august 2016, la Wayback Machine. la cdep.ro

1. ↑  Systems, Indaco, Hotărârea nr. 32/1993 privind aprobarea componenţei nominale a comisiilor permanente ale Senatului actualizată 2025 (în Romanian), Lege5